# Pseudodaphnella nodorete
Pseudodaphnella nodorete là một loài ốc biển, là động vật thân mềm chân bụng sống ở biển trong họ Conidae.

## Phân bố
```
miền đông Ấn Độ Dương
```